# Perspicaris
Perspicaris fue un género de artrópodo himenocarino del Cámbrico medio de América del Norte. Se trata de un género diverso, con cuatro especies asignadas al género, aunque es posible que dos de ellas pertenezcan a su propio género. El nombre genérico viene del latín perspicax, “perspicaz,” y del griego caris, “cangrejo o gamba,” así significando "Gamba Perspicaz", en referencia a sus ojos proporcionalmente grandes.

## Historia y descubrimiento
El primer espécimen asignado al género Perspicaris fue descrito en 1975 en base a fósiles de Esquisto de Burgess, Columbia Británica (Canadá), como una especie de Canadaspis, Canadaspis dictynna, el género en sí no fue erguido hasta 1977 con la descripción de fósiles de la misma localidad y la erección del género y la segunda especie Perspicaris recondita por Briggs, a su vez incluyendo a "Canadaspis" dictynna al género, convirtiéndola en la especie tipo. Se conocen más de 200 fósiles de género en Burgess, representando algo más del 0.1 % de los animales encontrados.
En 1981 se describieron fósiles de Esuisto de Wheeler, Utah (Estados Unidos), Perspicaris? dilatus y Perspicaris? ellipsopelta. Las especies de Utah representan fósiles más recientes, conocidos exclusivamente del caparazón bivalvo, por lo que hay quienes sugieren excluirlas del género.

## Descripción
|  |  |

Las especies de Perspicaris eran pequeños animales marinos, con la especie más pequeña, P. dictynna, midiendo entre 2 y 3 centímetros de longitud y la más grande, P. recondita, alcanzando un máximo de 6.6 cm. Poseía un caparazón bivalvo que cubría las partes dorsales y laterales de la cabeza, dejando desprotegidos los ojos y la boca, y parte del tórax, dejando solo 8 segmentos de este expuestos y la cola, en forma de alerón. El tórax expuesto y la cola de P. recondita poseían más espinas que P. dictynna.

### ¿Nadadores o caminantes?
Existe un debate sobre el estilo de vida de estos animales, poseía unos ojos relativamente grandes y una cola bastante hidrodinámica, características comunes entre los artrópodos marinos, y parientes, que nadan. Sin embargo, la falta de garras o estructuras depredadoras frontales sugiere que este animal se alimentaba de partículas que encontraba cerca del sedimento.